# Edward Caswall
Pour les articles homonymes, voir Caswall.
Edward Caswall, né le 15 juillet 1814 à Yateley (Hampshire) et mort le 2 janvier 1878 à l'Oratoire de Birmingham, est un prêtre anglican, poète et auteur d'hymnes religieux anglais. Membre du mouvement d'Oxford, il se convertit au catholicisme à la mort de sa femme en 1849 et devient prêtre de la Congrégation de l'Oratoire l'année suivante.

## Biographie

### Prêtrise et conversion
Fils du pasteur R. C. Caswall, Edward est instruit à la Marlborough Grammar School (en) et au Brasenose College d'Oxford, où il obtient un baccalauréat ès arts avec les honneurs en 1836, puis un Master of Arts.
De 1840 à 1847, il est curé de la paroisse anglicane de Stratford-sub-Castle (en), près de Salisbury. Mais, en 1849, sa femme meurt du choléra et, l'année suivante, sous l'influence du futur cardinal Newman, il rejoint la pleine communion avec l'Église catholique et devient prêtre au sein de la Congrégation de l'Oratoire en 1850.

### Auteur
Au cours de sa vie, le père Caswall écrit de nombreux poèmes, marqués par la doctrine catholique. Il est principalement connu pour ses traductions du Bréviaire romain et d'autres sources latines. Plusieurs de ses traductions sont utilisées dans les Hymns Ancient and Modern (en), parmi lesquels Alleluia Alleluia Let the Rise Saint Anthem! ; Come, Holy Ghost ; Jesus, the Very Thought of Thee ; When Morning Gilds the Skies ; et Ye Sons and Daughters of the Lord.
Ses publications les plus importantes sont Lyra Catholica (Londres, 1849), Le Masque de Marie (1858) et Un mai historique et autres poèmes (1865). En 1873, est également publié Hymnes et Poèmes (1873), une réédition des trois premiers livres combinés, avec un grand nombre d'hymnes réécrits ou révisés.

## Référence
- (en) Cet article est partiellement ou en totalité issu de l’article de Wikipédia en anglais intitulé « Edward Caswall » (voir la liste des auteurs).